# كريم العلاف
كريم العلاف مواليد 22 مارس 1998 في دي موين، هو لاعب كرة مضرب سوري يلعب باليد اليمنى. أعلى تصنيف له في الفردي كان المركز الـ 1318 في سنة 2018. وقد سبق للعلاف نيل عدة ألقاب اقليمية منها المركز الثاني في بطولة البحرين الدولية السادسة عام 2014 كما تأهل في نفس العام إلى نهائي بطولة الكويت الدولية.
وفي الثامن من نوفمبر 2022 أعلن الاتحاد الرياضي العام في سورية طرد كريم العلاف من الاتحاد بعد مقابلته للاعب إسرائيلي ضمن بطولة اقيمت في الولايات المتحدة.

## روابط خارجية
- كريم العلاف على موقع رابطة محترفي التنس (الإنجليزية)
- كريم العلاف على موقع الاتحاد الدولي لكرة المضرب (الإنجليزية)
- كريم العلاف على موقع كأس ديفيز (الإنجليزية)
- كريم العلاف على موقع خلاصة التنس.كوم (الإنجليزية)
- كريم العلاف على موقع إي إس بي إن.كوم (الإنجليزية)